# ZAK THE QUEEN
ZAK THE QUEEN（ザクザクイーン）は、夕刊フジ公式サイト「ZAKZAK」の大型アイドル企画。2004年にスタートし、2007年からは「ファーストステージ」がスタート。アクセス数により上位3人がグランプリ、準グランプリの座を射止める。
ファーストステージを含め「ZAK THE QUEEN」はアイドル専門チャンネルPigoo・エンタ!371で放送される。かつてはe2 by スカパー!（現・スカパー!）「パンチクラブ」でも放送していたが、2008年3月で終了（閉局）した。
2016年度は2017年2月現在ファーストステージで終了しており、受賞者は出ていない。

## 表彰者
| 年   | グランプリ | 準グランプリ | 準グランプリ |
| ---- | ---------- | ------------ | ------------ |
| 2004 | 竹内のぞみ | 横山三菜子   | 今城理菜     |
| 2006 | 中山エリサ | 中村果生莉   | 南結衣       |
| 2007 | 石田裕子   | 京本有加     | 田中涼子     |
| 2008 | 手島優     | 滝ありさ     | 滝川綾       |
| 2009 | 青山玲子   | 青木未央     | 矢作佳奈子   |
| 2010 | 木村好珠   | 矢代梢       | 平山藍里     |
| 2011 | 佐々木麻衣 | 成島桃香     | 夏乃美菜     |
| 2012 | 小柳歩     | 池田愛恵里   | 浜中エリカ   |
| 2013 | 野々村なぎ | 北山奈都美   | 朝菜栞       |
| 2014 | 菊地優里   | 佐々木茜     | 熊乃あい     |
| 2015 | 神谷えりな | 仁科鋭美     | 舞希セナ     |

### 備考
- 事務所別ではプラチナムプロダクション所属者が最も多い（2007年 - 2010年の4年連続）。

## スタッフ
総合プロデューサー 上坂元(産経新聞社)

## 2004年 出場者
ファーストステージ
- 1. 石塚麻畝
- 2. 安座間ゆきの
- 3. 今城理菜（準グランプリ）
- 4. 三宅梢子
- 5. 石坂ちなみ
- 6. 竹内のぞみ（グランプリ）
- 7. 河中麻系
- 8. 石井瞳
- 9. 鳥羽まなみ
- 10. 鈴木麗
- 11. 生駒エリコ
- 12. 渋谷えり
- 13. 阪本麻美
- 14. 早瀬あきな
- 15. 山口敦子
- 16. 伊藤美希
- 17. 山本愛
- 18. MACHI
- 19. 中村京子
- 20. 早乙女未来
- 21. 小川清乃
- 22. 金井アヤ
- 23. 藤川歩菜
- 24. 鈴木祐紀
- 25. 東真彌
- 26. 横山三菜子（準グランプリ）
- 27. 望月美佐
- 28. 美弥乃静
- 29. 安藤成子
- 30. 桃花

## 2006年 出場者
ファーストステージ
- 1. 島本里沙
- 2. 桜庭小春
- 3. 横張しほり
- 4. 小島祥子
- 5. 松星あき
- 6. 佐藤唯
- 7. 平野由希
- 8. 吉用由美
- 9. 中村果生莉（準グランプリ）
- 10. 戸田歩
- 11. こばやしまり
- 12. 中山エリサ（グランプリ）
- 13. 水沢彩
- 14. 中澤優子
- 15. 小谷津藍子
- 16. 南結衣（準グランプリ）
- 17. 沢村未玲
- 18. 谷麻紗美
- 19. 西村紗也禾
- 20. 上杉ゆかり
- 21. 水沢友香
- 22. 穂波有
- 23. 村上沙織
- 24. 横井詩織
- 25. すずきはる
- 26. 高麗美菜
- 27. 平手ゆきほ
- 28. 月見栞
- 29. 大澤とも
- 30. 前原あい

## 2007年 出場者
ファーストステージ
- 1. 崎田まや
- 2. 山内聖子
- 3. 松野恵梨香
- 4. 大出美幸
- 5. 森崎愛
- 6. 七凪さくら（現・奏さくら）
- 7. 蟹沢可名
- 8. 鈴木涼子
- 9. 坂本恵美
- 10. 栗まり
- 11. 森本さやか
- 12. 乃西夏未
- 13. 嶽川奈美子
- 14. 武久エイミ
- 15. さくらかほ
- 16. Akira
- 17. 砂原うさ美
- 18. 石川沙織
- 19. 上田仁美
- 20. 松田亜衣
- 21. 田代沙織
- 22. 伊藤桃
- 23. 君島あすか
- 24. 青山さゆり
- 25. 河野ひかる
- 26. 三井りあ
- 27. 鮎川のどか
- 28. 内田有美
- 29. 伊東りな
- 30. 岡本果奈美
- 31. 山口美羽
- 32. 上原美優
- 33. 林美冴
- 34. 平井絵美
- 35. 深水あかね
- 36. ゆずき
- 37. 植木綾香
- 38. 新倉ゆかり
- 39. 泡瀬夏弥
- 40. 吉永まい
- 41. 岩田優
- 42. 佐浦莉子
- 43. 森原みさと（現・奈月はな）
- 44. 川奈栞
- 45. 坂木結衣
- 46. 松田美花
- 47. 京本有加（準グランプリ）
- 48. 種田ちえり
- 49. 則島奈々美
- 50. 助川まりえ
- 51. 南瑞彩
- 52. 横川春菜
- 53. 藤川奈緒
- 54. あまのまい
- 55. 佐藤ゆりの
- 56. 田中ゆみ
- 57. 手塚りえ
- 58. 西内裕美（現・西内ひろ）
- 59. 助川絵里奈
- 60. 大上留依
- 61. 林弓束
- 62. 森田泉美
- 63. 宇治川麗菜
- 64. 岡本麻里（現・おかもとまり）
- 65. 吉川さおり（現・吉見早央）
- 66. 森村祥江
- 67. 蒼木メイ
- 68. 谷口真紀
- 69. 優木美咲
- 70. 森山花奈
- 71. 中嶋かねこ
- 72. 野村日香理
- 73. 田中涼子（準グランプリ）
- 74. 小田ひとみ
- 75. 柏木美里
- 76. みほ
- 77. かっすん
- 78. 星井愛美
- 79. 美波映里香
- 80. mana
- 81. 西華美い
- 82. 鈴村みお
- 83. 雛田まゆこ
- 84. 渋谷加奈子
- 85. 光澤智美
- 86. 名古路さおり
- 87. 綾咲えり
- 88. 吉野舞
- 89. 森望美
- 90. 太田恵実
- 91. 森有希
- 92. 斉藤晴南
- 93. 西京舞
- 94. 湊あさか
- 95. 桧山かおり
- 96. 山本玲菜
- 97. 楠織あやの
- 98. 長谷川未来
- 99. 深澤優希（現・深澤ゆうき）
- 100. 斉藤尚美
- 101. 赤松恵
- 102. 赤松唯

※103は欠番
- 104. 織田真子
- 105. 宇佐美えりな
- 106. 佐伯深雪
- 107. 大矢真夕
- 108. 村岡沙耶香
- 109. 庄司ゆうこ
- 110. 我妻さおり
- 111. 森沢音
- 112. 石田裕子（グランプリ）

## 2008年 出場者
ファーストステージ
- 1. 結木彩加
- 2. 宮崎奈津希
- 3. 荒木望（現・加瀬舞）
- 4. 姫宮なぎさ
- 5. 相澤亜希
- 6. 安芸月ひろみ
- 7. 蒼木あすか
- 8. 立花かんな
- 9. 原優美子
- 10. 小田原彩
- 11. 増水亜由未
- 12. 葉山綾（現・葉山あや）
- 13. 坂本こゆき
- 14. いずみ唯
- 15. 清野紗耶香
- 16. 安西真実
- 17. 網倉めみ
- 18. 菅崎あみ
- 19. 川村あんな
- 20. 本橋優華
- 21. 唯川ひまり
- 22. 深雪
- 23. 義達祐未
- 24. 中川杏奈
- 25. 七瀬由紀子
- 26. 夢乃まなか
- 27. 一ノ瀬文香
- 28. ふじはらよしえ
- 29. 社りんね
- 30. 飯田順子
- 31. 今井ジュリ
- 32. 美月人美（現・松山友紀）
- 33. 春日桃
- 34. 桜井那菜
- 35. あいざわ藍
- 36. 小暮あき
- 37. 森春花
- 38. 齋藤由季子
- 39. 滝ありさ（準グランプリ）
- 40. 岩瀬綾子
- 41. 山田さやか
- 42. 栃木佳
- 43. 森山りこ
- 44. 佐藤麻紗
- 45. 崎山結衣
- 46. 江藤樹里
- 47. 桃瀬麻美
- 48. 石井ひな
- 49. みづきあかり （旧芸名・美月あかり）
- 50. 青山彩
- 51. 北條まみ
- 52. 榎美佳
- 53. 南菜々子
- 54. 矢部桃子
- 55. 飯田奈月
- 56. 滝川綾（準グランプリ）
- 57. 松本紫甫
- 58. ののこ
- 59. 土屋彩
- 60. 三津木彩
- 61. わかな
- 62. 速水さくら
- 63. 橋元優菜
- 64. 音蘭
- 65. 竹中愛
- 66. 白井ゆか
- 67. 金城真央
- 68. 小林汐里
- 69. 竹内彩
- 70. 木立涼子
- 71. 小泉千秋
- 72. 秋山あすな
- 73. 高杉まどか
- 74. 一之瀬まゆ
- 75. 加藤彩
- 76. りりあん
- 77. 吉田初美
- 78. 福見真紀
- 79. ルル
- 80. 高梨麻衣
- 81. 雨宮奈生
- 82. 濱田准
- 83. ひぐち沙夜
- 84. 黒田亜梨沙
- 85. 佐咲愛
- 86. 本間晴圭
- 87. 手島優（グランプリ）
- 88. 中野小百合

## 2009年 出場者
ファーストステージ
- 1. 風間みゆ
- 2. 中山美緒
- 3. 大熊紋季
- 4. 田中優夏
- 5. 杉山菜摘
- 6. 白川桃
- 7. 越智亜由美
- 8. 相沢優希
- 9. 橘花梨
- 10. ほしの智世
- 11. 里井みずほ
- 12. 渋木美沙
- 13. 有川知里
- 14. 杉田沙緒里
- 15. 山城理恵
- 16. 奥千夏
- 17. 井上貴恵
- 18. 葉山翔菜
- 19. 椿ちひろ
- 20. 森仁奈
- 21. 夏実かほ
- 22. 稲垣慶子
- 23. 大城麻耶
- 24. しまだ早希
- 25. 守永真彩
- 26. 池永亜美
- 27. Rioka
- 28. 手面光里
- 29. 戸田れい
- 30. .HIYORI
- 31. 宮本聖子
- 32. 月丘安南
- 33. 林美紗
- 34. 天野あい
- 35. 神田綾
- 36. 葵えりか
- 37. 金子さとみ
- 38. 藍沢蓉子
- 39. 愛萌
- 40. 瀬長奈津実
- 41. 莉々
- 42. 宮内かれん
- 43. 小林梨沙
- 44. 黒沢美怜
- 45. 鈴木咲
- 46. 白澤まゆか
- 47. 島田怜奈
- 48. 多田あさみ
- 49. 坪木菜果
- 50. 吉岡蓮
- 51. 遠野千夏
- 52. 工藤菜緒（現・茨木菜緒）
- 53. 矢作佳奈子（準グランプリ）
- 54. 森はるか
- 55. 高里零
- 56. 小西かいり
- 57. 青木未央（準グランプリ）
- 58. 乾亜由美
- 59. 小出ジャスミン
- 60. 椎名リサ
- 61. 都倉幸恵
- 62. 嵐優子
- 63. 近藤萌
- 64. 松本香苗
- 65. 長谷川麻衣
- 66. 浅川りのん
- 67. 相多愛
- 68. 郷美寿梨
- 69. 芹沢花
- 70. 小松きよは
- 71. さつきちひろ
- 72. 渋沢一葉
- 73. 森本真由子
- 74. 大坂のどか
- 75. 黒川結衣
- 76. 広瀬陽子
- 77. 川村えな
- 78. みゆ
- 79. 青山玲子（グランプリ）
- 80. 倉岡生夏
- 81. 加藤アリス
- 82. 木下愛未
- 83. 益田美里
- 84. 山下若菜
- 85. 黒木梨帆
- 86. 若林伶歌
- 87. 神ユキ
- 88. 新田梢恵

## 2010年 出場者
ファーストステージ
- 1. 沢口けいこ
- 2. 木村好珠（グランプリ）
- 3. 魚住愛
- 4. 相澤奈美
- 5. 川原茉林
- 6. 柚月美穂
- 7. 佐藤あずみ
- 8. 礒部希帆
- 9. 清水楓
- 10. 井上結華
- 11. 倉賀野優奈
- 12. 河井あすな
- 13. 森下真妃
- 14. 平山藍里（準グランプリ）
- 15. 中川莉沙子
- 16. 館恵美
- 17. 保坂沙織
- 18. 伊万里
- 19. 高山智恵美
- 20. 松本由理
- 21. 山口菜緒
- 22. 深山咲輝
- 23. 波崎しあ
- 24. 宇田川ひとみ
- 25. 安藤遥
- 26. 中村茉美
- 27. 滝山あゆみ
- 28. 水嶋友香
- 29. 小川理子
- 30. 徳岡茜
- 31. 小島優
- 32. 立花陽香
- 33. 本島ルイカ
- 34. 大熊未沙
- 35. 川又静香
- 36. 川上ちなる
- 37. 林原るみ
- 38. 藤木愛
- 39. 仁美瞳
- 40. 小川みこと
- 41. 一条あや
- 42. 奈良聡美
- 43. 美友ともみ
- 44. 峰さやか
- 45. 麿香
- 46. 更木なるみ
- 47. 渡部夕貴
- 48. 成海舞
- 49. 癒姫魅
- 50. 石堂優紀
- 51. ひなあゆり
- 52. 姫木乃早耶香
- 53. 山岡吹雪
- 54. 野村瑠里
- 55. 土岐麻梨子
- 56. 江本沙那
- 57. 中城あすか
- 58. 飯島渚
- 59. 白河優菜
- 60. 紺野みく
- 61. 市川みき
- 62. 山口智美
- 63. 碧井まりの
- 64. 小林亜衣
- 65. 井並英里香
- 66. 黒崎れおん
- 67. 桜佳央里
- 68. 冬海ここな
- 69. 七海れん
- 70. 天野麻菜
- 71. 鈴木ふみ奈
- 72. 石原美優
- 73. たかさきゆこ
- 74. 久梨巣あんこ
- 75. 姫川みう
- 76. 璃咲
- 77. 丸果尻ゆうこ
- 78. 水野こゆき
- 79. 藍川千佳
- 80. 秋本麗奈
- 81. 麻友美
- 82. 矢代梢（準グランプリ）
- 83. 清水恵美
- 84. 増田葵

## 2011年 出場者
ファーストステージ
- 1. しづか
- 2. 藤川ありさ
- 3. 立花実来
- 4. 牧橋美輝
- 5. 飯野かおり
- 6. 山下夏佳
- 7. 成海るな
- 8. 中森渚
- 9. 奥田恭子
- 10. 小湊あや
- 11. 星野ルナ
- 12. 谷森友紀
- 13. 友羽
- 14. 森野朝美
- 15. 七瀬美菜
- 16. 木村亜梨沙
- 17. 成島桃香（準グランプリ）
- 18. 石原歩
- 19. 星村鮎美
- 20. 安藤友希
- 21. 星名ちえ
- 22. 黒澤リノ
- 23. 佑月かのん
- 24. こりん
- 25. 麻田侑希
- 26. 森島里奈
- 27. 橋本柚稀
- 28. 増渕玲穂
- 29. 鈴川ケイ
- 30. 愛沢舞美
- 31. 夏希瑠衣
- 32. 彩原ゆい
- 33. 繭未
- 34. 田上富士子
- 35. 佐藤睦
- 36. 七瀬りおな
- 37. 佐々木麻衣（グランプリ）
- 38. 浦田歩夢
- 39. 今野杏南
- 40. 鈴木かなえ
- 41. 加藤美結
- 42. 朝弓紗名
- 43. 戸内由美子
- 44. 松尾朱莉紗
- 45. 矢口瀬奈
- 46. 戸田裕子
- 47. 若木萌
- 48. 小宮山麗羅
- 49. 山田みずき
- 50. 桐生かおり
- 51. 黒田としえ
- 52. 山下満璃奈
- 53. 藤本菜摘
- 54. 藤原ともみ
- 55. 星乃みづき
- 56. 綾美輝美
- 57. 滝沢リラ（現・夏希リラ）
- 58. 小田桐奈々
- 59. 渡辺朱莉
- 60. 長嶺亜弥
- 61. 椎奈陽
- 62. 黒澤ゆりか
- 63. 中山葉奈子
- 64. 清水友己奈
- 65. 上田レナ
- 66. 田中絵瑠
- 67. 宇高美央
- 68. 星村はる帆
- 69. 中島美空
- 70. 夏乃美菜（準グランプリ）
- 71. 藤本芽依
- 72. 弥生朱莉
- 73. 壇蜜
- 74. 内藤ミレイ
- 75. 水沢慶子
- 76. 十綾乃
- 77. 野田結花
- 78. 浴野薫
- 79. 風間のん
- 80. 竹中知恵
- 81. 土屋みさき
- 82. 宜保南里
- 83. 若原麻希
- 84. 花井れいか
- 85. 南沙奈
- 86. 工藤美里
- 87. 白銀沙羅
- 88. 斎藤眞利奈
- 89. 黒澤津美智子

## 2012年 出場者
ファーストステージ
- 1. 高橋ももか
- 2. 沢口友里
- 3. 永瀬ちひろ
- 4. 三好さき
- 5. 鈴木藍
- 6. 姫宮飛鳥
- 7. 荒木奈々
- 8. 玉城ひろみ
- 9. 井上玲菜
- 10. 中村千晃
- 11. 松本寧々
- 12. 植竹優亜
- 13. 上杉智世
- 14. 葉月ゆめ
- 15. 山副悠彩
- 16. 星科みき
- 17. 長橋有沙
- 18. 松岡里英
- 19. 黒澤葉月
- 20. 小山田静香
- 21. 眞世
- 22. 乾あい
- 23. 樋口結花
- 24. 高塚麻奈
- 25. 只野友子
- 26. 上野カエリ
- 27. 青山麻希
- 28. 清水舞美
- 29. 月咲雫
- 30. 藤沢夢華
- 31. 相沢心菜
- 32. 葵みな
- 33. 金田真生加
- 34. 橘優花
- 35. 夏川マノン
- 36. 椎名みなみ
- 37. 宍戸まりあ
- 37. 麻宮知里
- 39. 中西彩奈
- 40. 希
- 41. 小川エリーナ
- 42. 巴小夜子
- 43. 相内奈津
- 44. 若松江莉
- 45. 松島智恵
- 46. 森村クルミ
- 47. 平松ゆい
- 48. 上條かすみ
- 49. 佐藤愛佳
- 50. 宮崎寿々佳
- 51. 石川敦子
- 52. 若葉せいな
- 53. はるか
- 54. 串戸さゆり
- 55. 愛南
- 56. 丸ノ内りあ
- 57. 月宮みゆう
- 58. 来夢
- 59. 鈴木麻矢
- 60. 胡桃沢まみ
- 61. 松田貴恵
- 62. 新田麻緒
- 63. 星村るいな
- 64. 平井和音
- 65. 桜井まりな
- 66. 藤井真智子
- 67. 浜中エリカ（準グランプリ）
- 68. 谷川えりか
- 69. 矢崎まこと
- 70. 花本レイラ
- 71. 小嶋里奈
- 72. 池田愛恵里（準グランプリ）
- 73. Ｒｉｏ
- 74. 橋本絵梨奈
- 75. 綾瀬羽乃
- 76. 蔦谷ジュリ
- 77. 鮎川まなか
- 78. 小柳歩（グランプリ）
- 79. 鈴木える

## 2013年 出場者
ファーストステージ
- 1 濱本さゆ
- 2 沢井彩華
- 3 朝菜栞（準グランプリ）
- 4 三井麗子
- 5 石川優実
- 6 松本麻里
- 7 柳田絵美花
- 8 橘さり
- 9 小林麿香
- 10 友田里奈
- 11 竹本もも
- 12 北山奈都美（準グランプリ）
- 13 山田マヤ
- 14 楠本あずさ
- 15 服部花南
- 16 響香
- 17 小日向愛
- 18 福里れみ
- 19 澤村美保
- 20 白淫子
- 21 りゅうあ
- 22 橋口未得
- 23 渡邊小百合
- 24 渡辺亜希
- 25 柚木華
- 26 瀬川えみ
- 27 萌木七海
- 28 志村りお
- 29 ｍｉｎａｃｏ
- 30 柏木ひな
- 31 楓さとみ
- 32 蒼木ゆうり
- 33 菊地栞
- 34 木本結依
- 35 高橋つぐみ
- 36 マイ
- 37 植田真唯
- 38 青木華
- 39 小野由香子
- 40 野々川みお
- 41 一色亜莉沙
- 42 桜野みお
- 43 夏樹麻美
- 44 璃乃
- 45 日下裕江
- 46 佐々木芳子
- 47 中村美咲
- 48 水之樹千菜
- 49 山本麗菜
- 50 岩田くるみ
- 51 園部澪
- 52 椿すみれ
- 53 宮岡真央
- 54 紫野レイ
- 55 加南
- 56 平林あずみ
- 57 田中亜弥
- 58 藤田恵名
- 59 河合有理
- 60 青海
- 61 三浦ここな
- 62 木村葵
- 63 海藤ウイ
- 64 白井雪
- 65 望月めい
- 66 岡田未緒
- 67 神代リカ
- 68 花井美里
- 69 野々村なぎ（グランプリ）

## 2014年 出場者
ファーストステージ
- 1 森永しおり
- 2 大崎由希
- 3 まろか
- 4 菅原あさひ
- 5 平野杏奈
- 6 岩崎舞
- 7 岩本羅美
- 8 美久
- 9 東まりな
- 10 水奈瀬あゆみ
- 11 吉沢さりぃ
- 12 小笠原奈々
- 13 安永光希
- 14 夏目ひまり
- 15 渡部麗奈
- 16 桃瀬あゆみ
- 17 二宮夏稀
- 18 支倉りお
- 19 加藤真侑
- 20 古森ひな
- 21 野中沙織
- 22 松下恵里香
- 23 谷麻衣
- 24 結城巳貴
- 25 神山エリカ
- 26 篠原理沙
- 27 加藤悠
- 28 喜多愛
- 29 柳瀬早紀
- 30 松元千明
- 31 大澤あけみ
- 32 結月えりか
- 33 佐々木茜（準グランプリ）
- 34 大塚真弓
- 35 中村美咲
- 36 岩上愛美
- 37 一戸ひかり
- 38 鬼頭果桂
- 39 杉山もえ
- 40 西野あかり
- 41 南りこ
- 42 岡崎夏紀
- 43 木下結愛
- 44 東條ナナ
- 45 アンジー
- 46 藤木杏奈
- 47 木下愛純
- 48 麻倉まりな
- 49 菊地優里（グランプリ）
- 50 深月ユリア
- 51 熊乃あい（準グランプリ）
- 52 石井可南子
- 53 なみあやか

## 2015年 出場者
ファーストステージ
- 1 立川ユカ子
- 2 蒼葉りお
- 3 菅野ゆうこ
- 4 藤塚みゆ
- 5 三井里彩
- 6 光月樹里
- 7 桜井りお
- 8 坂井麻美
- 9 ＰＬＡＹＢＵＮＮＹ
- 10 佐野つかさ
- 11 雨宮ゆや
- 12 相楽まみ
- 13 望月美佐
- 14 らいこ
- 15 山田有栖
- 16 椎名めい
- 17 清瀬朱莉
- 18 瑞木るう
- 19 津留慶子
- 20 高橋杏沙
- 21 山本ちひろ
- 22 佐倉みも
- 23 松原未喜
- 24 貴瀬ゆか
- 25 若宮かのん
- 26 須賀葵
- 27 三木綾乃
- 28 仁科鋭美（準グランプリ）
- 29 依田ゆい
- 30 渡瀬もこ
- 31 広瀬ことみ
- 32 柳みゅん
- 33 広瀬のあ
- 34 雨宮留菜
- 35 NANACO
- 36 まりあ
- 37 黒田みこ
- 38 松原恵子
- 39 矢崎彩音
- 40 玲伽
- 41 夏目百合子
- 42 生田さきか
- 43 神谷えりな（グランプリ）
- 44 綾小路咲
- 45 鈴木くるみ
- 46 沖まりね
- 47 矢野けいこ
- 48 舞希セナ（準グランプリ）
- 49 水野絵理奈
- 50 峰岸ちひろ
- 51 平原ゆか
- 52 緒形千晶
- 53 梅田あや
- 54 神埼いちか
- 55 高村七海

## 2016年 出場者
ファーストステージ
- 1. 佐倉りお
- 2. 船橋梨子
- 3. 新美奈津美
- 4. 布村杏
- 5. 藍田未央
- 6. 石川亜美香
- 7. 柳瀬アビー
- 8. 高山まりこ
- 9. 姫森ゆかり
- 10. 青木優里佳
- 11. 平塚由佳
- 12. 吉倉明里
- 13. さくらこ
- 14. 原満莉菜
- 15. 佐藤灯
- 16. 高原ゆりな
- 17. 吉岡愛花
- 18. 陽菜菜々羽
- 19. 結川さゆき
- 20. 成瀬いく
- 21. 柚姫らん
- 22. 三桜りな
- 23. 佐藤亜美
- 24. 富岡ねここ
- 25. 阿部千鶴
- 26. 白川花凛
- 27. 木村あやね
- 28. 平塚麻衣
- 29. 小泉えみか
- 30. 西村禮
- 31. 真仲凛
- 32. 榎並千陽
- 33. 相良朱音
- 34. マリアＡＴ
- 35. 高田あおい
- 36. 大塚みつき
- 37. ふぇろ
- 38. ゆづき
- 39. 直井香
- 40. 楠木まゆ